# رین یرلیک
رین یَرلیک (استونیایی: Rein Järlik؛ زادهٔ ۸ اکتبر ۱۹۳۵) روزنامه‌نگار، سیاستمدار و نماینده سابق اهل استونی است.